# Gánim Orajbi Dzsászim er-Rubaji
Gánim Orajbi Dzsászim er-Rubaji (Bagdad, 1961. augusztus 16. –) iraki válogatott labdarúgó, védő, aki részt vett az 1986-os labdarúgó-világbajnokságon, az Al-Shababban is játszott.

## Pályafutása

### Klubcsapatokban
Orajbi balhátvédként játszott 1979-től 1982-ig az Al-Amanában, hét évig az Al-Shababnál, 1989-től újra az Al-Amanána játékosa lett. 1993-ban fejezte be a labdarúgó-pályafutását.

### A válogatottban
Először az 1982-es világbajnoki selejtezőkre kapott meghívót, de csak később, az Egyesült Arab Emírségek ellen 3-2-re megnyert mérkőzésen játszott 1985-ben. Az 1986-os világbajnokságon Irak valamennyi meccsén szerepelt. Az 1988-as olimpián is részt vett. Összesen 60 mérkőzésen lépett pályára a válogatottban.

## Fordítás
- Ez a szócikk részben vagy egészben  a   Ghanim Oraibi című angol Wikipédia-szócikk ezen változatának fordításán alapul.  Az eredeti cikk szerkesztőit annak laptörténete sorolja fel. Ez a jelzés csupán a megfogalmazás eredetét és a szerzői jogokat jelzi, nem szolgál a cikkben szereplő információk forrásmegjelöléseként.